# Ricky Martin (álbum de 1991)
Ricky Martin (1991) é o álbum de estreia do cantor homônimo, lançado pela Sony Discos e Sony Music Mexico em 26 de novembro de 1991.

## Antecedentes e produção
Em 1990, após tornar-se uma figura notável em novelas e séries mexicanas, um executivo da Sony Discos ofereceu a Martin seu primeiro contrato de gravação solo. As gravações começaram no mesmo ano.
Em sua autobiografia, o cantor revelou que na época estava ansioso para gravar o que seria seu primeiro álbum e, pressionado pelo executivo, assinou o contrato rapidamente, sem ler suas condições. Pelo contrato assinado, Martin receberia apenas um centavo por cada cópia vendida. Posteriormente, referiu-se a ele como "o início de algo fenomenal", embora tenha considerado o contrato injusto.
Depois de trabalhar "24 horas por dia" para terminar de filmar Alcanzar una estrella II e finalizar as gravações das músicas que comporiam a lista de faixas de seu debut fonográfico, ele lançou Ricky Martin, em 26 de novembro de 1991.

## Divulgação
Como estratégia promocional, embarcou em uma turnê latino-americana, a qual se referiu como "uma sensação indescritível, quase como voltar para casa". A turnê obteve recordes com a bilheteria e ótimo retorno comercial. O artista esteve presente no Brasil, para divulgar as canções em programas de televisão.
O álbum foi divulgado através de seis singles lançados entre 1991 e 1992, entre eles alguns de seus maiores sucessos em território latino americano. "Fuego Contra Fuego" atingiu as posições de #3 no Hot Latin Songs (EUA), #9 no Ecuador, #2 no El Salvador, #2 no México, e #4 no Uruguai. "El Amor de Mi Vida" atingiu a posição de #8 no Hot Latin Songs (EUA). "Vuelo" atingiu a posição #8 no Ecuador, e #11 na US Hot Latin Songs. "Dime Que Me Quieres" atingiu a posição de #15 no México na tabela musical da revista quinzenal Notitas Musicales, ao passo que "Suzana" atingiu a posição de #10 na lista dessa mesma revista.

## Recepção crítica
A recepção da crítica especializada em música foi favorável. Stephen Thomas Erlewine, do site AllMusic, o avaliou com três estrelas de cinco e escreveu que embora o álbum não seja "tão completo ou irresistível quanto seu trabalho posterior" e que a produção soe "um pouco barata e datada", "continua sendo uma estreia muito boa", sobretudo pelo talento e carisma do cantor, que de acordo com ele "pode vender uma balada ou um número implacável de dance-pop com igual sinceridade, mesmo quando o material em si é um pouco monótono e indistinto".

## Desempenho comercial
Comercialmente, tornou-se mais um sucesso em sua carreira fonográfica. Alcançou a posição de número cinco na parada de álbuns pop latino da revista Billboard, dos Estados Unidos, e passou um total de 41 semanas na lista. Ao todo, mais de 500.000 cópias foram vendidas em todo o mundo e foi certificado como disco de ouro em vários países.

## Lista de faixas
- Créditos adaptados do encarte do álbum Ricky Martin, de 1991.[15]

| N.º            | Título                                        | Compositor(es)                                                              | Duração |  |
| 1.             | "Fuego Contra Fuego"                          | Mariano Pérez · Carlos Gómez                                                | 4:15    |  |
| 2.             | "Dime Que Me Quieres" (Bring A Little Lovin') | Harry Vanda · George Young · Mariano Pérez                                  | 3:16    |  |
| 3.             | "Vuelo"                                       | Fernando Campos · Kiko Campos                                               | 3:59    |  |
| 4.             | "Conmigo Nadie Puede" (Comigo Ninguém Pôde)   | Michael Sullivan · Paulo Massadas · Rodolfo Tovar                           | 3:17    |  |
| 5.             | "Te Voy A Conquistar" (Voy Te Conquistar)     | Michael Sullivan · Paulo Massadas · Karen Guindi                            | 4:15    |  |
| 6.             | "Juego de Ajedrez"                            | Manuel Pacho                                                                | 3:08    |  |
| 7.             | "Corazón Entre Nubes" (Coração Na Nuvens)     | Marcos Valle · Carlos Colla · Karen Guindi                                  | 3:43    |  |
| 8.             | "Ser Feliz"                                   | Michael Sullivan · Paulo Massadas · Karen Guindi                            | 4:40    |  |
| 9.             | "El Amor de Mi Vida"                          | Eddie Sierra                                                                | 4:57    |  |
| 10.            | "Susana" (Suzanne)                            | Caroline Bogman · Fredy Lancer · Mark Foggo · Rodolfo Tovar · Mariano Pérez | 4:56    |  |
| 11.            | "Popotitos"                                   | Larry Williams                                                              | 3:17    |  |
| Duração total: | Duração total:                                | Duração total:                                                              | 43:34   |  |

## Tabelas
| Tabela musical (1992)             | Melhor posição |
| --------------------------------- | -------------- |
| Estados Unidos (Latin Pop Albums) | 5              |

| Tabela musical (1992)           | Posição |
| ------------------------------- | ------- |
| US Latin Pop Albums (Billboard) | 12      |

## Certificações e vendas
| Região                                                                                             | Certificação | Vendas   |
| -------------------------------------------------------------------------------------------------- | ------------ | -------- |
| Argentina (CAPIF)                                                                                  | Ouro         | 30,000^  |
| Chile                                                                                              | Ouro         | 15,000   |
| Colômbia                                                                                           | Ouro         | 50,000   |
| México (AMPROFON)                                                                                  | Ouro         | 100,000^ |
| Porto Rico                                                                                         | Ouro         | 10,000   |
| Resumos                                                                                            |              |          |
| Mundo                                                                                              | —            | 500,000  |
| *números de vendas baseados somente na certificação ^distribuições baseadas apenas na certificação |              |          |